# États d’amour
États d’amour — третий студийный альбом франкоканадской певицы Изабель Буле, выпущенный компаниями les Productions Sidéral и V2 Records в феврале 1998 в Канаде, и в ноябре того же года во Франции.

## Список композиций

### Канадская версия
| №   | Название                                                            | Длительность |
| --- | ------------------------------------------------------------------- | ------------ |
| 1.  | «Je t'oublierai, je t'oublierai» (Люк Пламондон / Рикардо Коччанте) | 3:31         |
| 2.  | «Le banc des délaissés» (Закари Ричард)                             | 4:57         |
| 3.  | «Les yeux au ciel» (Дамьен Рюзе / Жак Роменски)                     | 4:25         |
| 4.  | «J'ai mal à l'amour» (Марио Пелузо)                                 | 3:14         |
| 5.  | «L'héroïne de cette histoire» (Зази)                                | 4:29         |
| 6.  | «N'oubliez jamais» (Джим Креган / Расс Канкел)                      | 4:14         |
| 7.  | «État d'amour» (Роже Табра / Франс Д'Амур)                          | 4:05         |
| 8.  | «La lune» (Кристиан Мистраль / Марио Пелузо)                        | 3:43         |
| 9.  | «Tombée de toi» (Франс Д'Амур, Роже Табра)                          | 4:05         |
| 10. | «L'amour dans l'âme» (Зази)                                         | 4:46         |
| 11. | «Le saule» (Франсис Бассе / Франк Лангольф)                         | 5:26         |
| 12. | «Homme sweet homme» (Зази)                                          | 3:24         |
| 13. | «T'es pas mon fils» (Мишель Барбо)                                  | 2:42         |
| 14. | «C'était l'hiver» (Патрик Брюэль)                                   | 4:06         |
| 15. | «L'hymne à la beauté du monde» (Люк Пламондон / Кристиан Сен-Рок)   | 3:19         |
| 16. | «Blanche comme la neige (a capella)»                                | 2:51         |

### Французская версия
1. Je t’oublierai, Je t’oublierai
2. État d’amour
3. Le saule
4. L’héroïne de cette histoire
5. La lune
6. N’oubliez jamais
7. L’amour dans l'âme
8. Les yeux au ciel
9. T’es pas mon fils
10. C'était l’hiver
11. Le banc des délaissés

## Альбом
В 1997 году, после того, как диск Fallait pas добился некоторого успеха, Изабель Буле покинула постановку «Стармании», начав сольную карьеру. Новый альбом был создан благодаря сотрудничеству нескольких известных артистов: Зази, Рикардо Коччанте, Люка Пламондона, Закари Ричарда и Франка Лангольфа. Выпущенный в Канаде в феврале 1998 компанией Sidéral, он разошёлся тиражом более 100 000 копий, и 21 января 1999 получил сертификат платинового.
Канадская версия отличается от вышедшей позднее французской, в которую не вошли пять композиций: J’ai mal à l’amour, Tombée de toi, Homme sweet homme, L’hymne à la beauté du monde и Blanche comme la neige.
Во Франции диск был выпущен в ноябре 1998 компанией V2 Records, в общей сложности продержался в чартах 13 недель (с 1 марта 1999 по 11 февраля 2002, с большим перерывом) и 13 февраля 2002 стал золотым, со 100 000 проданных копий. Популярность ему, в основном, принес трек Je t’oublierai, je t’oublierai, который также был издан отдельным синглом, а затем интерес публики возобновился, благодаря успеху следующего студийного альбома Mieux qu'ici-bas.
В 1999 году V2 выпустила во Франции новое издание с тремя бонус-треками на отдельном mini-CD: D’aventures en aventures (дуэт с Сержем Лама), Amsterdam и La Ballade de Jean Batailleur, записанными в августе того года в театре Сен-Дени на фестивале Франкофоли де Монреаль, и изданными в следующем году в Канаде в составе концертного альбома Scènes d'amour.
В 2001 году диск был переиздан во Франции в составе компиляции Il était une voix…Isabelle Boulay (2×CD, бокс-сет), вместе с альбомом Mieux qu’ici-bas.
В Квебеке альбом и его концертное представление в 1998 году номинировались на премию Феликс в категориях лучшего поп-рок альбома и спектакля года, а композиция Je t’oublierai, je t’oublierai в категории самой популярной песни. Сама певица во второй раз подряд номинировалась в категории лучшей исполнительницы. В 1999 году она победила в этой категории, и оставалась лучшей квебекской певицей до 2003 года. Также она номинировалась в категории самого знаменитого квебекского артиста за пределами страны, альбом в 1999—2000 номинировался в категории лучших продаж, композиция Le saule в 1999 в категориях самой популярной песни и лучшего видеоклипа, а J’ai mal à l’amour в категории самой популярной песни в 2000.

## Чарты
| Чарт (1999—2002)  | Место |
| ----------------- | ----- |
| Top Albums France | 60    |

## Комментарии
1. ↑  Песня из репертуара квебекской поп-рок дивы Дианы Дюфрен
2. ↑  Старинная французская песня La belle s’est endormie sur un beau lit de rose («Красавица уснула на ложе вешних роз»), ставшая известной в 1990 году, как «песня Берты» из 6 эпизода телесериала «[[Эмили (телесериал)|]]»